# クラブ (接待飲食店)

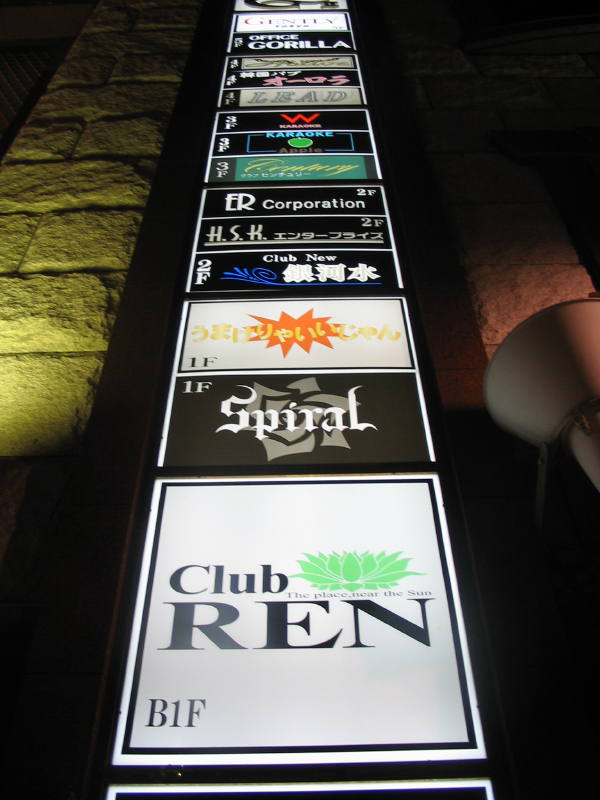

クラブは、ホステスと呼ばれる女性従業員が、男性客の隣に座って接待をする飲酒店。集中街区としてすすきの、銀座、赤坂、六本木、錦三丁目、北新地、中洲が有名。
キャバクラやガールズバーとは違い、料金が高額な店が多く、しばしば高級クラブなどと呼ばれる。

## 概要
東京では銀座・赤坂・六本木、大阪では北新地や東心斎橋、名古屋では錦三丁目などにあり、ホステスを伴う高額な飲酒店。『会員制クラブ』のように、原則として会員の紹介がないと入店できない店もある。会員制クラブでも、その店に相応しい人物と店が判断した場合には入店を受け入れることがある。
ホステスの衣装やアクセサリは、店の風格に相応しい高級品を身に付けており、容姿のほか、態度や会話も高級店に相応しい接客が求められる。
- 同様の業種に「キャバレー」と「クラブ」を合わせて名付けられた「キャバクラ」があるが、これはクラブに比べ一般に高級感は少ない（詳しくはキャバクラを参照）。
- ホストが女性客を接待する同様の業種は「ホストクラブ」と呼ばれる。 （詳しくはホストクラブを参照）

## 法律上の位置づけ
風俗営業等の規制及び業務の適正化等に関する法律の風俗営業となり、接待飲食等営業の2号に分類される。そのため、午前0時以降の深夜営業は原則禁止される。

## 特徴
- ホステスの上に店の経営を取り仕切る「ママ」と呼ばれる女性がいる。
- 料金は明示されていない。また、会計は非常に高い。
- 料金はフリータイム制で時間制限はない。
- ホステスはそれぞれ担当の客を持ち（「係」と呼ばれる）、その客の来店時に席につくほか、売掛金を認めた場合の回収管理等も行う。
- 一度特定の客を担当する「係」となるホステスが決まると、原則としてそのホステスが退店するまで「係」を変更することができない「永久指名制」を採用している。そのため、当該ホステスが休み等で不在の間に「係」の客が来店した場合も、その際の売上は「係」を務めるホステスの売上となる。
- ホステスの給料は、自らが「係」を務める客から発生する売上に対する歩合で支給されるのが普通。ただし経験の浅いホステスの場合は「係」を務める客が少ないため、入店から一定期間は売上に関係なくある程度の給与を保証することもある。
- ホステスは20代-30代が多い。ただし、なじみの顧客を持っているホステスであれば年齢を問わないこともある。
- 和装姿が多い。
- 現在では高額な売掛金を組まない即日会計の店もある。
- 客の売掛金を認めるか否かはホステスの裁量であり、昔から売掛を禁止するホステスもいる。
- 客は社用族も多く、格式の高いクラブにて高級酒をボトルキープし、それを招待客に振舞うことで自身のステータスを示す事も多い。第二秘書室[1]・夜の応接室とも呼ばれる。

## 高級クラブを舞台にした作品
- 夜の蝶
- 黒革の手帖
- お水の花道
- 女帝 SUPER QUEEN
- 筆談ホステス
- ナイトエンジェル

## 新型コロナウイルスとクラブ
2020年3月、東京都内で新型コロナウイルス感染症の拡大が深刻化した。中でも接待を伴う飲食の場での感染を疑う事例が顕著となったが、感染者はどこで誰と食事したのか保健所の聞き取りに黙秘するケースが多く、感染経路を追うことは困難となった。高級料亭と誤解を招くとの見解もあり、キャバレーやナイトクラブと明確化された。
3月30日、東京都知事小池百合子は記者会見で「中高年にはバーやナイトクラブなど接待を伴う飲食店に行くことは、当面は自粛してほしい」と東京都民に呼び掛けた。